# Хромат бария
Хромат бария — бариевая соль хромовой кислоты, имеющая химическую формулу BaCrO4.

## Физические и химические свойства
Хромат бария представляет собой ярко-жёлтое кристаллическое вещество плохо растворимое в воде (ПР=1,2⋅10−10). Низкая растворимость этого соединения используется в аналитической практике для отделения и определения солей бария.
В растворах сильных неорганических кислот растворяется с образованием бихромата:
{\displaystyle {\mathsf {2BaCrO_{4}+2H^{+}\longrightarrow \ 2Ba^{2+}+Cr_{2}O_{7}^{2-}+H_{2}O}}}
Плохо растворим в уксусной кислоте, что используется для отделения бария от ионов стронция
.
При прокаливании в смеси с Ba(OH)2 и присутствии азида натрия превращается в хромат(V) бария. При этом выделяется кислород и вода:
{\displaystyle {\mathsf {4BaCrO_{4}+2Ba(OH)_{2}{\xrightarrow {NaN_{3}}}\ 2Ba_{3}(CrO_{4})_{2}+O_{2}\uparrow \ +2H_{2}O\uparrow }}}

## Получение
Взаимодействием растворов Ba(OH)2 или BaS с хроматом натрия или калия:
{\displaystyle {\mathsf {Ba(OH)_{2}+\ K_{2}CrO_{4}\longrightarrow \ BaCrO_{4}\downarrow +2\ KOH}}}
Окисление гидроксида хрома(III) в водном растворе гидроксида бария с помощью хлора, брома, гипохлорита натрия, пероксида водорода или оксида свинца(IV):
{\displaystyle {\mathsf {2Cr(OH)_{3}+3H_{2}O_{2}+2Ba(OH)_{2}\longrightarrow \ 2BaCrO_{4}\downarrow +8H_{2}O}}}
Взаимодействие дихромата калия с раствором хлорида бария:
{\displaystyle {\mathsf {2K_{2}Cr_{2}O_{7}+2BaCl_{2}+H_{2}O\longrightarrow \ 2BaCrO_{4}\downarrow +4KCl+H_{2}Cr_{2}O_{7}}}}
За счёт образования в данной реакции дихромовой кислоты, добиться полного осаждения хрома невозможно. Чтобы количественно осадить весь хром в растворе, в реакционную смесь добавляют ацетат натрия. Дихромовая кислота сильнее уксусной, а потому вытесняет её из солей:
{\displaystyle {\mathsf {K_{2}Cr_{2}O_{7}+2BaCl_{2}+H_{2}O+2CH_{3}COONa\longrightarrow \ 2BaCrO_{4}\downarrow +2KCl+2NaCl+2CH_{3}COOH}}}

## Токсичность
Хромат бария — ядовит, особенно при попадании внутрь организма человека вследствие его перехода под действием кислоты желудка в растворимую форму. ПДК 0,01 мг/м³ (в пересчете на CrO3).

## Применение
- Пигмент («баритовый жёлтый»[2][3] или «жёлтый ультрамарин»[4][5]) для керамики, фарфора, красок.
- Входит в состав некоторых пиротехнических композиций.
- Компонент безопасных спичек.
- Ингибитор коррозии.
- Для изготовления воспламеняющих составов.
- Один из возможных реагентов для осаждения радия из кислых урановых растворов[6].